# Блу Маунтин (Арканзас)
Блу Маунтин (енгл. Blue Mountain) град је у америчкој савезној држави Арканзас.

## Демографија
По попису из 2010. године број становника је 124, што је 8 (-6,1%) становника мање него 2000. године.
| Група             | 2000.        | 2010.       |
| Белци             | 132 (100,0%) | 107 (86,3%) |
| Афроамериканци    | 0 (0,0%)     | 0 (0,0%)    |
| Азијати           | 0 (0,0%)     | 1 (0,8%)    |
| Хиспаноамериканци | 0 (0,0%)     | 4 (3,2%)    |
| Укупно            | 132          | 124         |